# Mrčići (Serbia)
Mrčići (cyr. Мрчићи) – wieś w Serbii, w okręgu zlatiborskim, w gminie Kosjerić. W 2011 roku liczyła 258 mieszkańców.